# Quatre motets pour un temps de pénitence
Les Quatre motets pour un temps de pénitence, FP 97, sont quatre motets sacrés pour chœur mixte a cappella, composés par Francis Poulenc en 1938-1939,.

## Génèse
Poulenc revient à la musique sacrée pour la première fois en 1936 en composant les Litanies à la Vierge noire puis la Messe en sol majeur en 1937. Il  écrit ensuite les quatre motets, à différents moments. Tenebrae factae sunt est le premier des quatre motets écrit à Noizay en juillet 1938, et dédié à Nadia Boulanger. Poulenc compose ensuite Tristis est anima mea à Paris en novembre 1938 et le dédie à Ernest Bourmauck. Il compose de nouveau à Noizay Vinea mea electa en décembre 1938 et le dédie à Yvonne Gouverné. Il écrit en dernier lieu Timor et tremor, à Noizay en janvier 1939, et le dédie à Monsieur l'Abbé Maillet.
La première exécution a lieu le 1er février 1939, probablement à l'Église Saint-Étienne-du-Mont à Paris, par les Petits Chanteurs à la Croix de Bois, puis l'œuvre est reprise dans plusieurs églises de Paris pendant la Semaine Sainte, selon une critique de Claude Chamfray.

## Composition
Les quatre motets sont :
1. Timor et tremor
2. Vinea mea electa
3. Tenebrae factae sunt
4. Tristis est anima mea

Le texte du premier motet, Timor et tremor (La crainte et l'effroi),  combine des versets des psaumes 54 et 30, que Roland de Lassus a également mis en musique. Les trois autres motets sont basés sur trois répons pour la Semaine Sainte :  « Vinea mea electa » (Vigne que j'ai choisie), répons pour les matines du Vendredi saint, « Tenebrae factae sunt » (Des ténèbres se répandirent), répons pour les matines du Samedi saint, et « Tristis est anima mea » (Mon âme est triste), répons pour les matines du Jeudi saint.
Les motets sont écrits pour chœur mixte a cappella, parfois divisé.
La représentation de l'œuvre dure environ 13 minutes.

## Texte

### 1. Timor et tremor
Timor et tremor venerunt super me,

Et caligo cecidit super me

Miserere mei Domine,

Miserere quoniam, in te confidit anima mea.

Exaudi Deus deprecationem meam

Quia refugium meum es tu et adjutor fortis

Domine, invocavi te non confundar.

### 2. Vinea mea electa
Vinea mea electa, ego te plantavi

Quomodo conversa es in amaritudinem,

Ut me crucifigeres et Barrabam dimitteres.

Sepivi te et lapides elegi ex te et œdificavit turrim.

### 3. Tenebræ factæ sunt
Tenebræ factæ sunt, dum 

crucifixissent Jesum Judæi,

Et circa horam nonam exclamavit 

Jesus voce magna :

Deus meus, ut quid me dereliquisti ?

Et inclinato capite emisit spiritum.

Exclamans Jesus voce magna, ait :

Pater in manus tuas commendo spiritum meum.

### 4. Tristis est anima mea
Tristis est anima mea usque ad mortem :

Sustinete hic, et vigilate mecum :

Nunc videbitis turbam, quæ circumdabit me.

Vos fugam capietis, et ego vadam 

immolari pro vobis.

Ecce appropinquat hora

Et Filius hominis tradetur in manus peccatorum.

## Discographie sélective
- 1996, Francis Poulenc, Motets et messe en sol majeur, RIAS Kammerchor, Marcus Creed (dir.), Harmonia Mundi
- 1998, Francis Poulenc, Musique chorale religieuse, Nederlands Kamerkoor, Eric Ericson (dir.), Globe
- 1998, Francis Poulenc, Oeuvres sacrées, Accentus, Laurence Equilbey (dir.), Musidisc
- 2015, Ludus Verbalis volumes III & IV, Ensemble Aedes, Mathieu Romano (dir.), NoMadMusic[8]